# Wonder Lake
Wonder Lake és una vila dels Estats Units a l'estat d'Illinois. Segons el cens del 2000 tenia 1.345 habitants.

## Demografia
Segons el cens del 2000, Wonder Lake tenia 1.345 habitants, 445 habitatges, i 367 famílies. La densitat de població era de 641,1 habitants/km².
Dels 445 habitatges en un 45,2% hi vivien nens de menys de 18 anys, en un 69,4% hi vivien parelles casades, en un 9% dones solteres, i en un 17,5% no eren unitats familiars. En el 12,8% dels habitatges hi vivien persones soles el 3,8% de les quals corresponia a persones de 65 anys o més que vivien soles. El nombre mitjà de persones vivint en cada habitatge era de 3,02 i el nombre mitjà de persones que vivien en cada família era de 3,32.
Per edats la població es repartia de la següent manera: un 31,9% tenia menys de 18 anys, un 7,3% entre 18 i 24, un 33,5% entre 25 i 44, un 20,6% de 45 a 60 i un 6,8% 65 anys o més.
L'edat mediana era de 34 anys. Per cada 100 dones de 18 o més anys hi havia 99,6 homes.
La renda mediana per habitatge era de 59.712 $ i la renda mediana per família de 62.404 $. Els homes tenien una renda mediana de 49.792 $ mentre que les dones 27.500 $. La renda per capita de la població era de 21.428 $. Aproximadament el 2,6% de les famílies i el 2,7% de la població estaven per davall del llindar de pobresa.

## Poblacions properes
El següent diagrama mostra les poblacions més properes.